# 朝宗桥

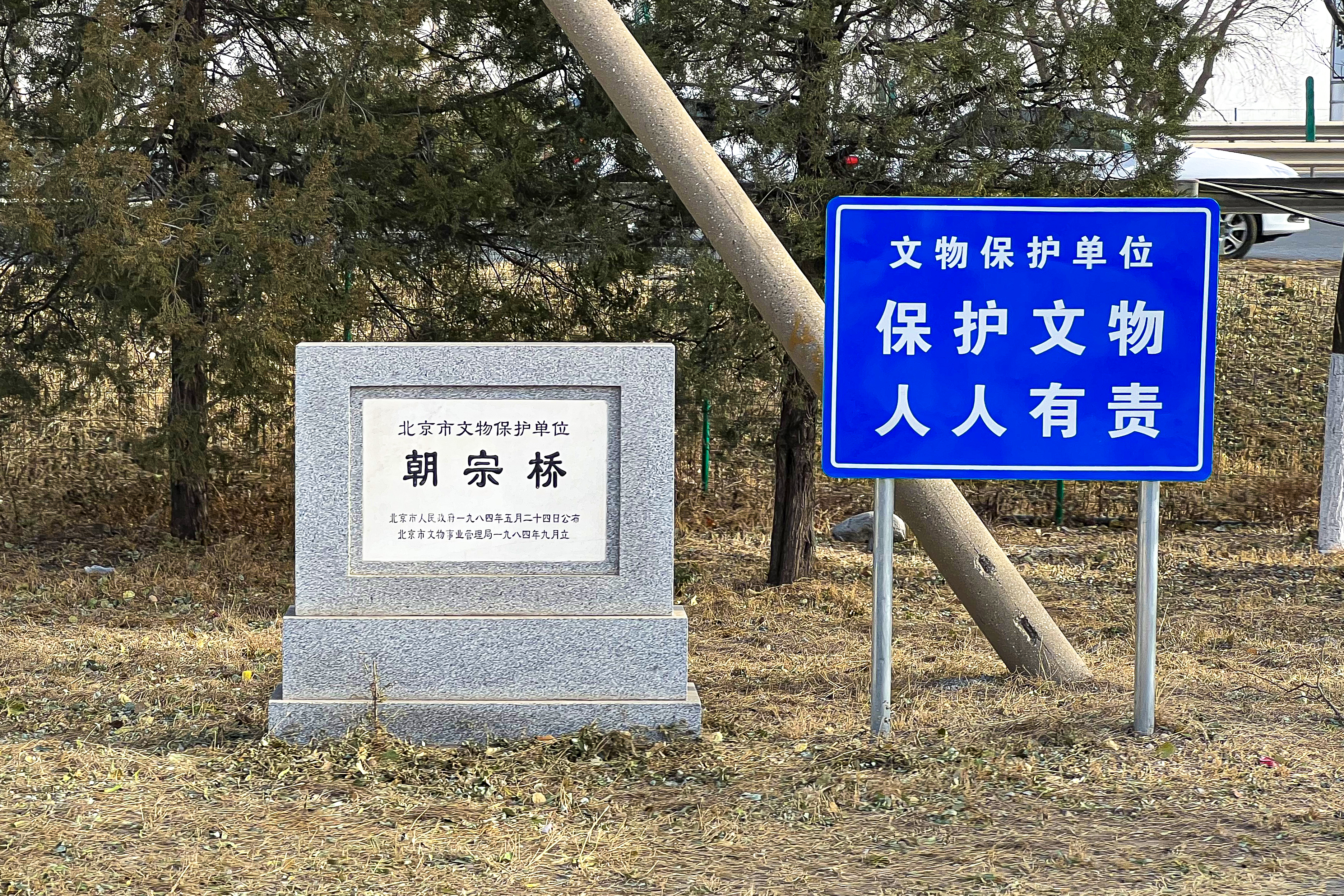
朝宗桥北端的文保碑

朝宗桥，即“沙河北大桥”，俗称“沙河桥”，位于北京市昌平区中心以南10公里、沙河镇以北0.5公里的巩华城旁边，跨北沙河（温榆河），和横跨南沙河的“安济桥”（沙河南大桥）相对，两桥相距2.5公里。

## 简介
明朝迁都北京之后，在天寿山建陵，即明十三陵，并且先后在明朝正统十二年（1447年）拆除南、北沙河水上的木桥，改建石桥，北边称“朝宗桥”，南边称“安济桥”。朝宗桥是北京通往明十三陵的大型石桥，也是北京通往塞北的交通要道，是明朝帝后、大臣谒陵、北巡的必经之道。朝宗桥与卢沟桥、永通桥（俗称八里桥）并称“拱卫京师三大桥梁”。
朝宗桥下的北沙河发源自昌平区关沟山上，沙河的下游称为温榆河，汇入海河后流入渤海。北沙河又有南沙河、东沙河两个支流。旧时，每逢暴雨季节，洪水泛滥，辽金时期沙河上的木桥经常被洪水冲垮，交通阻断。南沙河与北沙河交汇处有沙河镇，明朝称“沙河店”，清朝改称“沙河镇”。明朝正统年间，拨专款兴建石拱桥，《日下旧闻考》记载：“安济、朝宗，二桥皆正统十二年命工部右侍郎王永寿建。”由此建成安济桥、朝宗桥，两桥当时是“拱卫京师五大桥”之一。1937年7月，抗日战争爆发后，日军炮击朝宗桥，炮击痕迹留存至今。后来，安济桥由于年久失修，结构损坏，于1958年拆除。朝宗桥则保留至今，坚固如初。高速公路建在朝宗桥东侧，高速公路西侧的辅路仍在使用朝宗桥。明朝、清朝、中华民国、中华人民共和国时期，朝宗桥先后多次获得修缮。
2012年1月，昌平区文化委员会工作人员在巡视中发现朝宗桥的一块石栏板、一块石柱、两块柱头散落，便将这4个散落的石构件回收保管，准备在今后的修缮中归回原位。2012年4月，两辆大货车在京藏高速公路西侧辅路北运河北侧发生追尾，事故前方20米便是仍为京藏高速公路西侧辅路使用的朝宗桥。
朝宗桥是一座七孔石桥，全长130米，宽13.3米，中间高7.5米，采用七孔联拱结构，此桥两侧有石栏柱53对。朝宗桥旁边不远处为巩华城，是明朝皇帝行宫和驻兵之所，用来拱卫京师的北面咽喉。朝宗桥北端东侧立有明朝万历四年（1576年）立的螭首方座汉白玉石碑一座，宽1.1米，通高4.08米，厚0.39米，碑额正面及背面均为篆书“大明”二字，碑身刻有大字“朝宗桥”。朝宗桥是北京市文物保护单位。